# 1997 XR2
1997 XR2是一顆小行星，於1997年被發現，其直徑和質量分別約為0.23公里和170億公斤。
在2004年4月，該天體被認為在100年內與地球相撞的機率達第7高，在杜林危險指數的級數是1，是該年度的第一顆，至同年11月，另一顆近地天體2004 VD17也進入了杜林危險指數的1級，在翌月更有一顆小行星（2004 MN4），其危機級數更達到4級。
經過於1997年12月作出的144次觀測，在2101年6月1日，其撞擊地球的機會率約為萬分之一，假如撞擊真的發生，其威力可達3.6億噸TNT炸藥。
除該天體之外，比它更為危險的近地天體計有2000 SG334、2000 LG6、2000 SB45、1994 WR12、2001 GP2和2004 MN4。它們撞地球的機會率為1997 XR2的30多倍。